# A+B
A+B — в спортивном программировании классическая пробная задача, использующаяся для ознакомления участников с тестирующей системой.
На соревнованиях по программированию организаторы, как правило, вообще не смотрят в исходный код программы — специальная тестирующая система компилирует решение и запускает его на заранее подготовленном наборе тестов. Если решение даёт успешные результаты на входных данных всех тестов, задача считается решённой участником. При этом участник должен жёстко соблюдать правила олимпиады — вводить и выводить информацию в нужном формате, и не подключать к программе запрещённые модули (например, conio.h).
Длительность олимпиады, как правило, сильно ограничена, и непосредственно после её начала у участников уже нет времени для проверки возможностей тестирующей системы. К началу соревнований участникам необходимо уже уметь легко управляться с тестирующей системой и её интерфейсом. Чтобы ознакомиться с системой, перед основным туром олимпиады обычно проводят пробный тур, на котором участникам предлагают лёгкую задачу, алгоритм решения которой тривиален. Задачей пробного тура чаще всего и бывает задача «A+B».
Разумеется, на пробном туре может быть и любая другая несложная задача. Иногда делают несколько задач, чтобы участники могли попробовать ввод различных типов данных. Например, в одной задаче, как и в «A+B», нужно вводить числа, а в другой — строки. Сложность задач пробного тура также может варьироваться от таких простых, как «A+B», до более сложных, хотя слишком сложные задачи на пробном туре по понятным причинам давать не принято.
«A+B» — одна из немногих задач олимпиадного программирования, традиционно не имеющая сюжета.

## Условие задачи
Даны 2 целых числа: A и B. Требуется вычислить их сумму.

### Входные данные
Во входном потоке в единственной строке через пробел записаны два целых числа: A и B.
{\displaystyle (-10^{9}\leqslant A,B\leqslant 10^{9})}

### Выходные данные
В выходной поток следует записать единственное целое число — сумму чисел A и B.

### Пример
| Исходные данные | Результат |
| --------------- | --------- |
| 2 2             | 4         |
| 3 2             | 5         |

## Решение задачи

### Алгоритм решения
Алгоритм решения задачи «A+B» представляет собой простую последовательность действий, реализующуюся непосредственно за счёт возможностей ввода-вывода того или иного языка программирования. Можно оформить алгоритм следующим образом:
1. Считать A
2. Считать B
3. Сложить A и B
4. Вывести полученную сумму

Легко видеть, что сложность алгоритма T(A, B) ~ O(1). На любых данных рабочая логика программы выполняется за небольшое конечное число тактов процессора.

## Решения на различных языках программирования

### НаC
```
#include
 
<stdio.h>

int
 
main
()

{

    
int
 
a
,
 
b
;

    
scanf
(
"%d%d"
,
 
&
a
,
 
&
b
);

    
printf
(
"%d
\n
"
,
 
a
 
+
 
b
);

    
return
 
0
;

}

```

### НаPascal
```
program
 
aplusb
;

var
 
a
,
 
b
 
:
 
longint
;

begin

    
Read
(
a
,
 
b
)
;

    
WriteLn
(
a
 
+
 
b
)
;

end
.

```

### НаPascalABC.Net
```
##

var
 
(
a
,
b
)
:=
ReadInteger2
;

println
(
a
+
b
)
;

```

### НаJava
```
import
 
java.util.Scanner
;

public
 
class
 
AplusB
 
{

	
public
 
static
 
void
 
main
(
String
[]
 
args
)
 
{

		
Scanner
 
scanner
 
=
 
new
 
Scanner
(
System
.
in
);

		
int
 
a
 
=
 
scanner
.
nextInt
();

		
int
 
b
 
=
 
scanner
.
nextInt
();

		
System
.
out
.
println
(
a
 
+
 
b
);

	
}

}

```

### НаC++
```
#include
 
<iostream>

using
 
namespace
 
std
;

int
 
main
()

{

    
int
 
a
,
 
b
;

    
cin
 
>>
 
a
 
>>
 
b
;

    
cout
 
<<
 
a
 
+
 
b
;

    
return
 
0
;

}

```

### НаC#
```
using
 
System
;

class
 
Program

{

    
static
 
void
 
Main
()

    
{

        
string
[]
 
input
 
=
 
Console
.
ReadLine
().
Split
(
' '
);

        
Console
.
WriteLine
(
int
.
Parse
(
input
[
0
])
 
+
 
int
.
Parse
(
input
[
1
]));

    
}

}

```

### НаPython3
```
a
,
 
b
 
=
 
input
()
.
split
()

print
(
int
(
a
)
 
+
 
int
(
b
))

```

### НаPerl
```
(
$a
,
 
$b
)
 
=
 
split
 
/\s/
,
 
<>
;
 

print
 
$a
 
+
 
$b
 
.
 
"\n"
;

```

### НаCommon Lisp
```
(
let
 
((
a
 
(
read
))

      
(
b
 
(
read
))

  
(
format
 
t
 
"~a~%"
 
(
+
 
a
 
b
)))

```

### НаRuby
```
puts
 
gets
.
split
.
map
(
&
:to_i
)
.
inject
(
:+
)

```

### НаHaskell
```
main
 
=
 
print
 
.
 
sum
 
.
 
map
 
read
 
.
 
words
 
=<<
 
getLine

```

### НаAWK
```
{
print
 
$
1
+$
2
}

```

### НаGo
```
package
 
main

 

import
 
"fmt"

 

func
 
main
()
 
{

    
var
 
a
,
 
b
 
int

    
fmt
.
Scan
(
&
a
,
 
&
b
)

    
fmt
.
Print
(
a
 
+
 
b
)

}

```

### НаKotlin
```
fun
 
main
()
 
{

	
val
 
(
a
,
 
b
)
 
=
 
readln
().
split
(
" "
).
map
 
{
 
it
.
toInt
()
 
}

	
println
(
a
 
+
 
b
)

}

```

## Задачи A+B на различных сайтах
- A+B Problem на Тимусе
- A+B на Sort Me
- A+B на сервере Саратовского государственного университета
- A+B на сервере Самарского государственного университета
- A+B в Школе программиста
- Сумма двух целых чисел Архивная копия от 8 июня 2015 на Wayback Machine на сервере Физтеха